# Krupp L3 H63
Der Krupp L3 H63 bzw. L3 H163 war ein „mittlerer, geländegängiger Lastkraftwagen“, der in verschiedenen Ausführungen für die deutsche Reichswehr entwickelt und von ihr wie auch von der späteren Wehrmacht eingesetzt wurde. Viele verschiedene Truppenteile setzten das Fahrzeug der 3-t-Nutzlastklasse im Zweiten Weltkrieg ein.

## Entwicklung
1926 begannen Überlegungen der Reichswehr zur künftigen Ausrüstung des deutschen Heeres. Die generelle Motorisierung, die auch die Streitkräfte anderer Nationen seit dem Ende des Ersten Weltkrieges anstrebten, galt als wichtiger Aspekt möglicher künftiger Kriege. Geländegängige Lastkraftwagen, die große Gespanne ersetzen konnten, standen in der kaiserlichen Armee noch nicht zur Verfügung, auch wurden solche in Deutschland noch nicht produziert. Vor und im Ersten Weltkrieg hatte man bereits Erfahrungen mit Subventions-Lkw und der Fahrzeugklasse der Regel-3-Tonner gemacht.
Krupp hatte mit dem L4 ein 6-Rad-Fahrzeug mit 4 Tonnen Nutzlast im Angebot, das den zukünftigen Wünschen des Militärs gerecht werden sollte. Die Reichswehr formulierte genauere Anforderungen an ein solches Fahrzeug und gab diese Beschreibung an die deutschen Nutzfahrzeughersteller. Die Spezifikation forderte einen dreiachsigen, hinten zwillingsbereiften Lastkraftwagen mit 3000 kg Nutzlast, hoher Bodenfreiheit, angetriebenen Hinterachsen und guter Zugkraft. Von der Beschreibung in der Reichswehr her hieß die Klasse „mittlerer geländegängiger Lastkraftwagen (o)“, wobei „o“ für handelsüblich, also einen Industrieentwurf stand.
Das erste Unternehmen, das auf die Ausschreibung reagierte, war 1928 Henschel mit dem Typ Henschel 33. Krupp präsentierte kurz darauf seinen neuen Typ L3 H63, der aus dem L4 entwickelt worden war. Viel später präsentierte Büssing-NAG etwa 1932/33 seinen Typ III GL 6 und letztlich etwa 1935/36 Mercedes seinen Typ LG 3000. Alle Hersteller erhielten Aufträge für diese Lkw-Klasse.
Da die Modelle von Krupp und Henschel jedoch schon früh zur Verfügung standen und der nächste Konflikt noch nicht direkt erwartet wurde, durchliefen beide Fahrzeuge eine umfassende Erprobung. Interessanterweise wurde auch die Deutsche Reichsbahn in die Erprobung einbezogen. Der erste Entwurf des L3 H63 von 1929, der in die Erprobung geschickt worden war, wurde 1931 noch einmal überarbeitet; dabei kam statt des 75-PS-Motors Krupp M 11 der 90-PS-Krupp M 12 zum Einbau. Auch verlangte das Militär eine Luftdruckbremse, mit der auch die Zuglast gebremst werden konnte, die dann teilweise beim Krupp L3 H63 anstelle der bisherigen Öldruckbremse eingebaut wurde.

## Produktion

### L3 H63
In den ersten Jahren der Erprobung wurden nur kleine Stückzahlen des Krupp L3 H63 an die Reichswehr geliefert, so dass zunächst nur bedingt von Serienfertigung gesprochen werden kann. Schließlich wurde von 1931 bis 1935 mit etwa 375 Fahrzeugen eine Serienfertigung des Modells L3 H63 erreicht; die Fahrzeuge sind an einer Lüftungsklappe auf der Motorhaube zu erkennen.

### L3 H163
Von 1936 bis 1938 gab es mit dem Krupp L3 H163 einige grundsätzliche Änderungen des Modells, wobei die ergänzte Ziffer 1 in 163 für die erste Variante der Typenreihe steht.
Es wurde ein neues Getriebe verwendet und die Druckluftbremse war serienmäßig. Auch wurde in dieser Serie die Motorisierung auf den Motor Krupp M 12a umgestellt. Außerdem wurde die Hinterradaufhängung der Doppelachse wesentlich verändert. Mit 2496 Stück war der L3 H163 der am meisten gebaute Fahrzeugtyp.
Obwohl die Fahrzeuge von Krupp früh zur Verfügung standen, wurden sie nicht im gleichen Umfang gefertigt wie die Modelle der anderen Fahrzeughersteller. Wie für ein früh zur Verfügung stehendes Fahrzeug zu erwarten, ist jedoch die Zahl der Aufbauvarianten, die in der Vorkriegszeit geschaffen wurden, hoch.

## Einsatz
- offener Pritschenwagen (Standard)
- Feldfernkabelwagen – Einbausatz auf Pritschenausführung
- Fernsprechbau-Kraftwagen
- mittlerer Flak-Kraftwagen – entsprechendes Zubehör
- Kfz. 72 – geschlossener Aufbau mit senkrechten Holzstabwänden (Funkbetriebs-, Fernschreib-, Fernsprechbetriebs-, Funkhorch-, Wetter- und Druckerei-Kraftwagen)
- schwerer Vermessungstruppkraftwagen (Kfz. 73)
- Flakmesstrupp-Kraftwagen I und II (Kfz. 74)
- Triebwerk-Kraftwagen (Kfz.75)
- Beobachtungs-Kraftwagen (Kfz. 76)
- Fernsprechbau-Kraftwagen (Kfz. 77)
- Nebel-Kraftwagen (Kfz. 91) – Nebeltruppe
- Funkmastkraftwagen (Kfz. 301)
- Landebahnleucht-Kraftwagen (Kfz. 353)
- Bildkraftwagen (Kfz. 354)
- Betriebsstoff-Kesselkraftwagen (Sd.Kfz. 5)